# Issigeac
 Issigeac  (en occitano Sijac o Issijac) es una población y comuna francesa, situada en la región de Aquitania, departamento de Dordoña, en el distrito de Bergerac. Es el chef-lieu y mayor población del cantón de Issigeac.

## Demografía
| 712 | 709 | 669 | 686 | 638 | 617 |
| Para los censos de 1962 a 1999 la población legal corresponde a la población sin duplicidades (Fuente: INSEE [Consultar]) |     |     |     |     |     |